# Mikró Déreio
Mikró Déreio är en ort i Grekland.   Den ligger i prefekturen Nomós Évrou och regionen Östra Makedonien och Thrakien, i den nordöstra delen av landet, 400 km nordost om huvudstaden Aten. Mikró Déreio ligger 124 meter över havet och antalet invånare är 296.
Terrängen runt Mikró Déreio är kuperad åt nordväst, men åt sydost är den platt. Mikró Déreio ligger nere i en dal. Runt Mikró Déreio är det glesbefolkat, med 15 invånare per kvadratkilometer. Närmaste större samhälle är Metaxádes, 15,5 km nordost om Mikró Déreio. Omgivningarna runt Mikró Déreio är en mosaik av jordbruksmark och naturlig växtlighet.